# Alfred Edel
Alfred Edel (* 12. März 1932 in Abensberg; † 17. Juni 1993 in Frankfurt am Main) war ein deutscher Schauspieler.

## Leben
Nach einem sowohl fachlich als auch zeitlich sehr breit angelegten Studium (unter anderem Soziologie, Philosophie, Geschichte, Theaterwissenschaft) wurde er 1965 von Alexander Kluge für den Film Abschied von gestern engagiert. In der Folge entwickelte er sich zu einem vielbeschäftigten Darsteller des Neuen Deutschen Films und arbeitete unter anderem mit Werner Herzog (Jeder für sich und Gott gegen alle, 1974), Hans-Jürgen Syberberg (Hitler, ein Film aus Deutschland, 1977) und Christoph Schlingensief (Das deutsche Kettensägenmassaker, mit Reinald Schnell, 1990).
Edel war ein Meister der Charge, der es wie kein Zweiter verstand, Wichtigtuer und Besserwisser zu parodieren. Sein komisches Talent zeigte er unter anderem in seiner skurril-intellektuellen Rollenauffassung als Hauptdarsteller in Das Casanova-Projekt der Neuen Frankfurter Schule.
Über seine Tätigkeit als Gelegenheitsschauspieler hinaus arbeitete Edel, der seit 1963 in Frankfurt lebte, vor allem für Werbeagenturen und war außerdem seit 1962 Mitglied der SPD, zu der er unter dem Einfluss von Waldemar von Knoeringen gestoßen war. 1989 heiratete er seine langjährige Lebensgefährtin, die Soziologin Dorle Miesala. Er starb am 17. Juni 1993 in Frankfurt am Main im Alter von 61 Jahren durch Herzinfarkt und wurde auf dem Friedhof im niederbayerischen Grafenau bestattet.

## Filmografie
- 1966: Abschied von gestern
- 1968: Die Artisten in der Zirkuskuppel: ratlos
- 1970: Die unbezähmbare Leni Peickert (TV)
- 1970: Weg vom Fenster (TV)
- 1972: Willi Tobler und der Untergang der 6. Flotte
- 1973: Die Sachverständigen
- 1973: Gelegenheitsarbeit einer Sklavin
- 1973: Supermarkt
- 1974: Die letzten Tage von Gomorrha
- 1974: Jeder für sich und Gott gegen alle
- 1974: In Gefahr und größter Not bringt der Mittelweg den Tod
- 1974: Die Hau-Schau
- 1975: Berlinger
- 1975: Mein Onkel Theodor oder Wie man im Schlaf viel Geld verdient
- 1975: Umarmungen und andere Sachen
- 1975: Die letzten Abenteuer
- 1976: Sternsteinhof
- 1977: Stroszek
- 1977: Hitler, ein Film aus Deutschland
- 1978: Das Männerquartett (TV)
- 1978: Keiner kann was dafür (TV)
- 1979: Die Patriotin
- 1980: Die Ursache (TV)
- 1981: Kenn’ ich, weiß ich, war ich schon!
- 1981: Die Perle der Karibik
- 1981: Das Casanova-Projekt
- 1981: Irrgarten – Marco Ruschiz’ Fahrt zu den Wolken (TV)
- 1981: Die Zeit dazwischen (TV)
- 1982: Muttertreu (TV)
- 1983: Das Mikado-Projekt
- 1983: Die Spider Murphy Gang
- 1984: Klassenverhältnisse
- 1984: Tunguska – Die Kisten sind da
- 1984: Tränen in Florenz
- 1985: Der Angriff der Gegenwart auf die übrige Zeit
- 1985: Nicht nichts ohne Dich
- 1986: Menu total
- 1986: Die Schlacht der Idioten
- 1986: Irgendwie und Sowieso (Fernsehserie, Folge Miteinander – auseinander)
- 1987: Ossegg oder Die Wahrheit über Hänsel und Gretel
- 1987: Anna (Fernsehserie, Folge 6, als Reporter)
- 1987–1988: Zur Freiheit (Fernsehserie, 14 Folgen)
- 1988: Zum Beispiel Otto Spalt
- 1988: Manöver
- 1989: 100 Jahre Adolf Hitler – Die letzte Stunde im Führerbunker
- 1989: Schweinegeld – Ein Märchen der Gebrüder Nimm
- 1989: Mix Wix
- 1989: Giovanni oder die Fährte der Frauen
- 1989: Erdenschwer
- 1991: Das deutsche Kettensägenmassaker
- 1990: Die Spinnen (TV)
- 1990: Vorwärts
- 1991: My Father Is Coming
- 1992: Das Nest (Fernsehserie, 4 Folgen)
- 1992: Der demokratische Terrorist
- 1992: Tod eines Weltstars (TV)
- 1992: Terror 2000 – Intensivstation Deutschland
- 1992: Die zweite Heimat – Chronik einer Jugend
- 1993: Hecht & Haie (Fernsehserie, 13 Folgen)